# Powiat Gänserndorf
Powiat Gänserndorf (niem. Bezirk Gänserndorf) – powiat w Austrii, w kraju związkowym Dolna Austria, w rejonie Weinviertel, przy granicy austriacko-czesko-słowackiej. Siedziba powiatu znajduje się w mieście Gänserndorf.

## Geografia
Powiat leży u styku Austrii, Czech i Słowacji, który znajduje się u ujścia Dyi do Morawy, na Morawskim Polu.
Graniczy on: na południu z powiatem Bruck an der Leitha, na południowym zachodzie z powiatem Wien-Umgebung i Wiedniem, na północy i północnym zachodzie z powiatem Mistelbach.
Cała 70 km granica ze Słowacją przebiega na Morawie (całość w Austrii znajduje się w powiecie Gänserndorf), która wpada w okolicach Markthofu w gminie Engelhartstetten do Dunaju, który z kolei stanowi południową granicę powiatu.

## Podział administracyjny
Powiat podzielony jest na 44 gminy, w tym pięć gmin miejskich (Stadt), 26 gmin targowych (Marktgemeinde) oraz 13 gmin wiejskich (Gemeinde).
| Miasta 1. Deutsch-Wagram (9174) 2. Gänserndorf (12 012) 3. Groß-Enzersdorf (12 043) 4. Marchegg (3099) 5. Zistersdorf (5475) Gminy targowe 1. Angern an der March (3465) 2. Auersthal (1977) 3. Bad Pirawarth (1789) 4. Drösing (1119) 5. Dürnkrut (2239) 6. Ebenthal (931) 7. Eckartsau (1341) 8. Engelhartstetten (2192) 9. Groß-Schweinbarth (1342) 10. Hohenau an der March (2705) 11. Hohenruppersdorf (941) 12. Jedenspeigen (1112) 13. Lassee (2990) 14. Leopoldsdorf im Marchfelde (2946) 15. Matzen-Raggendorf (2891) 16. Neusiedl an der Zaya (1238) 17. Obersiebenbrunn (1764) 18. Orth an der Donau (2165) 19. Palterndorf-Dobermannsdorf (1360) 20. Prottes (1445) 21. Ringelsdorf-Niederabsdorf (1286) 22. Schönkirchen-Reyersdorf (2002) 23. Spannberg (988) 24. Strasshof an der Nordbahn (11 786) 25. Sulz im Weinviertel (1243) 26. Weikendorf (2042) | Gminy 1. Aderklaa (226) 2. Andlersdorf (154) 3. Glinzendorf (350) 4. Großhofen (102) 5. Haringsee (1163) 6. Hauskirchen (1295) 7. Mannsdorf an der Donau (339) 8. Markgrafneusiedl (882) 9. Parbasdorf (174) 10. Raasdorf (730) 11. Untersiebenbrunn (1778) 12. Velm-Götzendorf (781) 13. Weiden an der March (1022) |
| (stan liczby mieszkańców 1 stycznia 2023) | |

## Transport
Przez powiat przebiegają drogi krajowe: B3 (Donau Straße), B8 (Angerner Straße), B0 (Mistelbacher Straße), B48 (Erdöl Straße), B49 (Bernstein Straße) i B220 (Gänserndorfer Straße).
Planuje się budowę drogi ekspresowej S8 (Marchfeld Schnellstraße) z Wiednia do granicy słowackiej.
Na terenie powiatu rozwinięty jest transport kolejowy i przebiegają przez niego linie takie jak: Wiedeń – Bratysława, Wiedeń – Brno, Wiedeń – Ołomuniec/Ostrawa oraz liczne inne o znaczeniu lokalnym.
Pomimo 70 kilometrowej granicy ze Słowacją w powiecie znajduje się tylko jedno kolejowe przejście graniczne (Marchegg-Devínska Nová Ves) i jedno drogowe na moście pontonowym (Hohenau an der March-Moravský Svätý Ján).